# Traffic (navire de 1911)
Le Traffic  est un transbordeur de la compagnie anglaise White Star Line mis en service à Cherbourg en 1911. Conçu pour servir aux côtés des tout nouveaux paquebots de classe Olympic, il est construit à leurs côtés dans les chantiers Harland & Wolff de Belfast. À Cherbourg, son rôle est de transporter les passagers de troisième classe et le courrier entre le port et les paquebots mouillant dans la rade, tandis que son frère (et non son "sister-ship") plus imposant, le Nomadic, se charge des passagers de première et deuxième classe.
En avril 1912, il transporte ainsi des immigrants à bord du Titanic, puis continue à servir la White Star jusqu'en 1927, sans interruption durant la Première Guerre mondiale : il participe en effet au débarquement des soldats venus d'Amérique. En 1927, cependant, il est vendu à la Société cherbourgeoise de transbordement, avant de rejoindre en 1934 la Société cherbourgeoise de remorquage et de sauvetage qui le renomme Ingénieur Reibell.
La Seconde Guerre mondiale scelle le destin du navire. Le 17 juin 1940, la marine française le saborde pour enrayer la progression allemande dans le port de Cherbourg. Peu après, les Allemands le renflouent pour en faire un navire d'escorte et finissent par l'envoyer à la démolition en 1941.

## Histoire

### Conception et construction

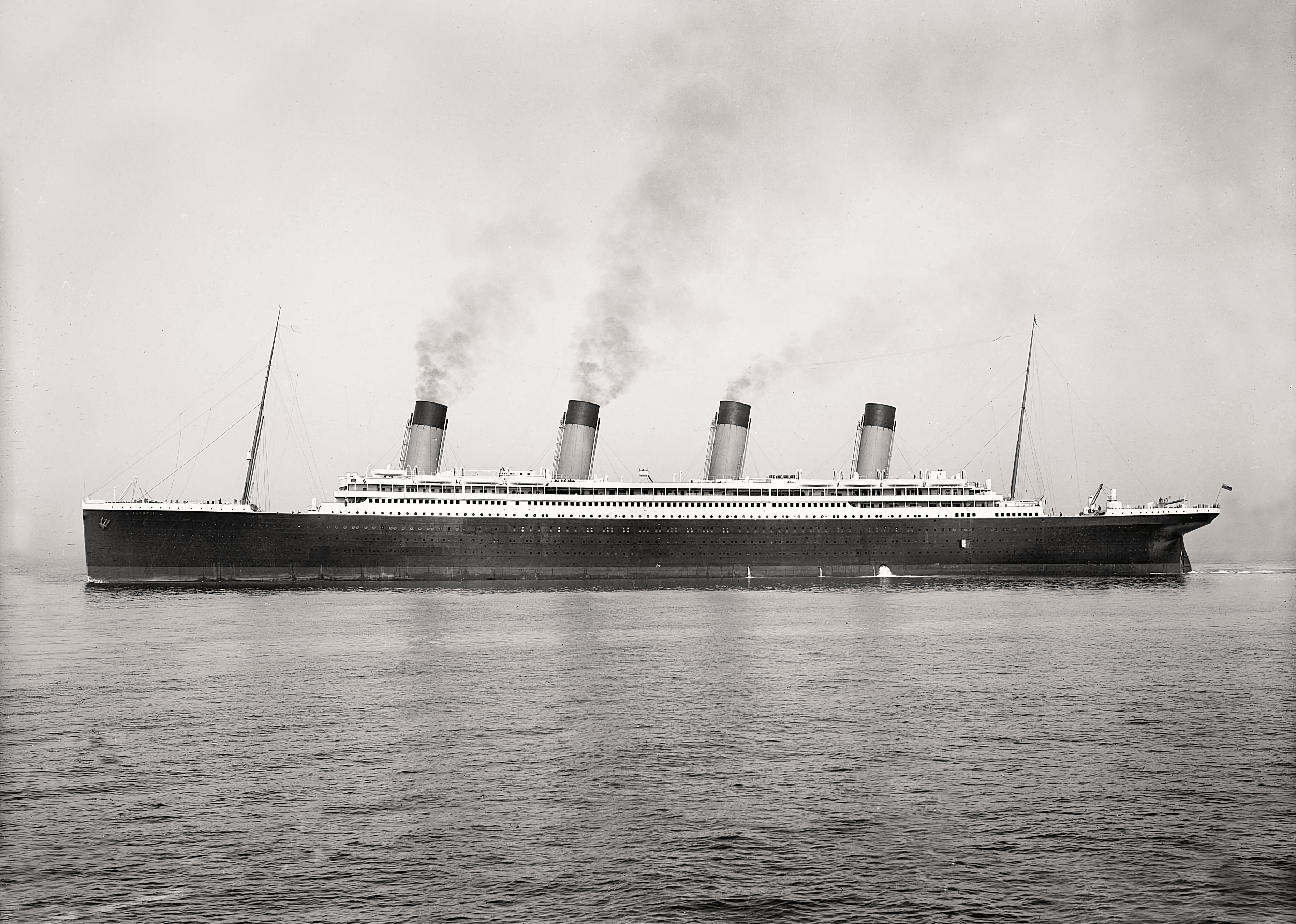
LOlympic est le premier paquebot que sert le Traffic.

Au début du XXe siècle, le port de Cherbourg est sur le point de devenir une escale incontournable pour la plus grande partie désormais des paquebots britanniques et allemands voyageant entre l'Europe et les États-Unis. En 1907, la White Star Line y établit une étape régulière sur sa ligne nouvellement créée entre Southampton et New York. Dès 1909, l'escale de Cherbourg prend une nouvelle dimension et une gare maritime (qui ne sera achevée qu'en 1912) est construite pour accueillir les passagers venus par trains spéciaux depuis la gare Saint-Lazare à Paris. Malgré des travaux importants, le port pose cependant un problème de taille : les gros paquebots ne peuvent y accoster pour cause d'eau peu profonde. Ils restent donc en retrait et l'embarquement doit alors se faire par le biais de transbordeurs venant à leur rencontre avec passagers et bagages.
À cet effet, la White Star Line a récupéré en 1907 un vieux ferry, renommé Gallic, qui se charge du transbordement des passagers. Avec l'arrivée de ses prestigieux paquebots de classe Olympic, la compagnie ne peut plus se contenter de cette solution de fortune. Lord Pirrie, directeur des chantiers Harland & Wolff, et son neveu Thomas Andrews imaginent deux nouveaux transbordeurs et soumettent l'idée à Joseph Bruce Ismay, président de la White Star Line. Celui-ci est convaincu et le 25 juin 1910, un peu moins d'un an avant le départ inaugural de l'Olympic, la commande no 422 est passée aux chantiers Harland & Wolff pour le transbordeur Nomadic. Le 19 juillet suit la commande no 523, pour le Traffic. Tandis que le premier sera destiné aux passagers de première et deuxième classes, le second se chargera des passagers de troisième, des bagages et du courrier. Le travail se fait sous la direction de l'architecte Roderick Chilsom et d'Andrews, à un pas accéléré : les deux navires doivent en effet être prêts pour le départ du premier paquebot géant, en juin 1911.
Dirigés par Thomas Andrews, qui imagine les deux bateaux à l'image des nouveaux Olympic et Titanic de la White Star, les dessinateurs d'Harland & Woldff dessinent alors les deux transbordeurs comme des paquebots miniatures. Ainsi le Traffic est pourvu d'une cheminée de couleur chamois ornée d'une manchette noire, comme tous les bateaux de la White Star Line. Ses superstructures sont blanches et il possède deux ponts qui peuvent accueillir 1 000 personnes. Sur sa proue et à sa poupe prennent place des convoyeurs électriques pour charger le courrier et les bagages. Enfin, sa coque est noire et sa quille rouge. Les installations intérieures sont confortables et soignées, l'idée étant que les passagers ne doivent pas percevoir la traversée à bord du Nomadic et du Traffic comme un simple transbordement, mais plutôt comme le début du voyage.
La construction se déroule rapidement. Avec celle de son frère, la quille du Traffic est posée le 22 décembre 1910 dans la cale no 1 des chantiers Harland & Wolff, à proximité des cales no 2 et no 3 contenant respectivement l'Olympic et le Titanic. Il est mis à l'eau le 27 avril 1911, sans cérémonie de baptême comme le souhaite la White Star Line qui se veut une compagnie moderne, loin des anciennes traditions marines. Le 18 mai (soit deux jours après le Nomadic) le Traffic valide ses essais en mer. Une dizaine de jours plus tard, le 27 mai, le Traffic et son sister-ship sont officiellement remis à leur propriétaire. La mise en état de marche est également rapide puisque les deux transbordeurs sont fin prêts pour accompagner l'Olympic lors de ses essais en mer, qui se déroulent les 29 et 30 mai 1911.

### Au service de la White Star Line

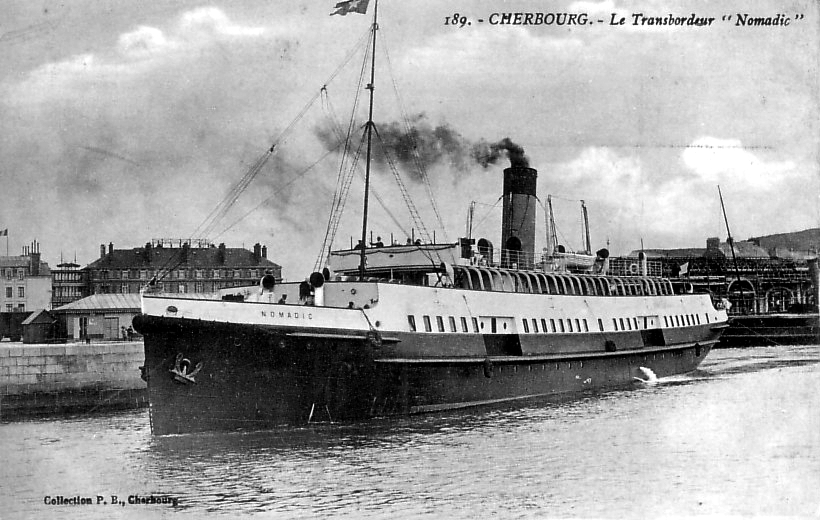
Le Nomadic est le jumeau du Traffic aux proportions légèrement supérieures.

Le 31 mai 1911, après ses essais en mer, l'Olympic rejoint Liverpool, son port d'attache et siège de la White Star Line, pour se présenter à la foule. C'est en cette même journée que le Titanic est mis à l'eau. Les deux transbordeurs quittent l'Olympic à la sortie du Belfast Lough, au niveau de l'embouchure du Lagan, pour mettre le cap sur Cherbourg. Naviguant à une vitesse maximale de 12 nœuds, ils parviennent à destination le 3 juin 1911.
Bien qu'ayant des propriétaires britanniques et abordant le pavillon de la White Star Line, le port d'enregistrement du Traffic est celui de Cherbourg et c'est par un équipage français qu'il est commandé. Celui-ci se compose du capitaine Gaillard, de six officiers, ainsi que de dix hommes affectés aux machines et au chargement des cales. Le Traffic est également géré par George A. Laniece, le représentant de la White Star Line à Cherbourg.
Secondé par le Nomadic, le Traffic prend pour la première fois du service lorsque l'Olympic fait à son tour escale à Cherbourg pour son voyage inaugural, le 14 juin 1911. Son service n'est ce jour-là pas exemplaire, puisqu'un certain nombre de déficiences sont remarquées dans le transport du courrier et des bagages. Bruce Ismay qui n'est pas satisfait, demande que des efforts soient faits pour les prochains transbordements. Cependant les problèmes sont assez vite réglés et lors des trois autres escales de l'Olympic à Cherbourg entre le mois de juin et septembre, les transbordements se déroulent cette fois à la perfection.
Le Titanic entre à son tour en service le 10 avril 1912, et l'architecte Thomas Andrews qui est à bord, note avec joie dans une lettre à sa femme que le ballet des deux transbordeurs est parfaitement réglé.
Les immigrants, au nombre de 102, prennent le New York Express, à 9 h 40 du matin depuis la gare Saint-Lazare. Il s'agit d'un train transatlantique spécialement réservé aux passagers des paquebots, il emmène ces derniers jusque devant les quais de la gare maritime de Cherbourg. Son arrivée a lieu à 15 h 40 et les sacs de courrier, de fret ainsi que les bagages qu'ils transportent, sont aussitôt transférés à bord du Traffic. Les immigrants sont à leur tour invités à prendre place à son bord à 17 h, puis le transbordeur quitte aussitôt le quai. Ce soir là, il stationne dans la grande rade de Cherbourg entre 18 h et 18 h 30, jusqu'à ce que le Titanic arrive. Il était conçu pour accueillir 1 000 personnes, aussi les 102 passagers n'occupent-ils qu'un quart du navire. Une fois que le Titanic a jeté son ancre dans la rade, le Traffic est le premier à se ranger le long du flanc droit du paquebot, afin que les bagages des passagers de première et seconde classe soient déjà à bord lorsqu'ils débarqueront du Nomadic. Le Traffic transfère également les sacs de courrier, et des caisses de vins français et produits locaux. Parmi les 102 passagers de troisième classe qui montent à bord, nombreux sont ceux qui périront dans la catastrophe, comme les trois cousins de la libanaise Madame George Joseph Whabee. L'opération dure environ 45 minutes et lorsqu'il quitte enfin le Titanic en le saluant d'un coup de sirène, le Traffic remporte à son bord huit caisses, deux bicyclettes appartenant à deux passagers trans-Manche qui rentrent à Cherbourg sur le Nomadic, une motocyclette, un canari en cage appartenant à un nommé Meanwell qui a payé 5 shillings pour son transport depuis Southampton et enfin, une autre moto destinée à un certain Rogers. Il parvient au quai de l'Ancien-Arsenal, à proximité de la gare maritime, à 20 h tandis que son sister-ship quitte tout juste le Titanic.

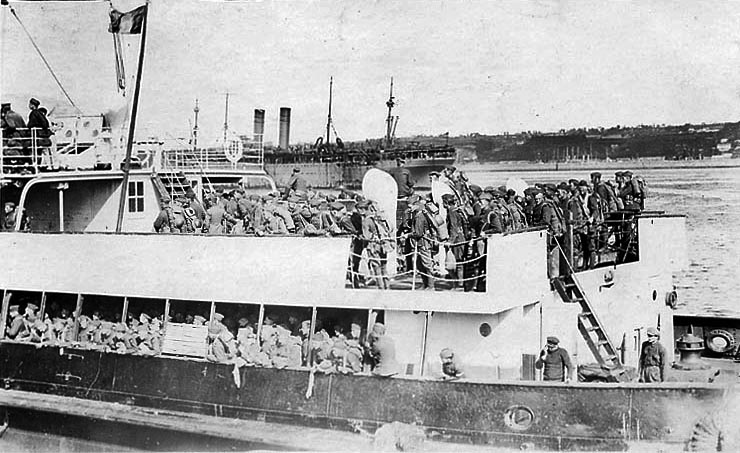
Entre 1917 et 1919, le Traffic est réquisitionné par l'armée française, on le voit ici transportant des soldats à Brest en 1919.

Le lendemain le Traffic transporte de nouveau des immigrants à bord d'un autre paquebot de la White Star Line, l'Adriatic, qui ramènera quelques jours plus tard, des survivants du Titanic en Angleterre.
Quelques jours après le naufrage du Titanic, l'Olympic fait escale à Cherbourg où il est accueilli de manière solennelle. Les drapeaux sont en berne, et les officiers du Nomadic et du Traffic portent des cravates noires en signe de deuil. L'équipage de l'Olympic se met ensuite en grève et refuse de reprendre la mer tant que des canots de sauvetage ne sont pas rajoutés au paquebot. L’immobilisation forcée de ce dernier, paralyse quelque temps les deux transbordeurs dans le port de Cherbourg. La demande de l'équipage est finalement satisfaite et le service reprend. En plus de l'Olympic, le Traffic emmène désormais les immigrants et les bagages à bord du Majestic et de son jumeau le Teutonic, un paquebot de la compagnie chargé de remplacer en urgence le Titanic, alors qu'il s'apprêtait à partir à la démolition.
La déclaration de la Première Guerre mondiale vient mettre un terme aux traversées transatlantiques. Le Traffic ainsi que son frère le Nomadic sont réquisitionnés le 25 avril 1917 par l'armée française et emmenés à Saint-Nazaire jusqu'en 1919, pour servir de dragueur de mines auxiliaire,. . Ils effectueront quelques missions de transbordement de troupes américaines à Brest en 1919, avant leur retour à Cherbourg. Le Traffic reprend ensuite ses fonctions pour la White Star Line, sans incident jusqu'en 1927. À cette date, Lord Kylsant, le nouveau propriétaire de la compagnie, décide de se séparer des deux transbordeurs.

### Sous pavillon français
Le Traffic et son sister-ship sont alors cédés à la Société cherbourgeoise de transbordement, et leurs noms restent inchangés. Ils poursuivent leur tâche, mais ne servent plus exclusivement la White Star Line. Leur travail s'élargit désormais à toutes les compagnies qui font escale à Cherbourg. Durant cette période le Traffic entre en collision avec l’Homeric de la White Star en 1929. Six mois plus tard, il heurte le Minnewaska, dans le même port. Des études révèlent par la suite que le navire était très peu maniable, et des changements sont faits notamment la pose de nouvelles hélices.
Le 30 juillet 1933, Cherbourg inaugure sa nouvelle gare maritime qui permet désormais aux paquebots de venir jusqu'au quai. Les transbordeurs ne servent plus à rien et l'année d'après, le Traffic change à nouveau de mains. Il est vendu à la Société cherbourgeoise de remorquage et de sauvetage qui le nomme l'Ingénieur Reibell, nom de l'ingénieur qui réalisa pendant vingt ans les travaux de la digue de Cherbourg. Sa cheminée est repeinte aux couleurs de la société : noire avec une manchette rouge. Le Nomadic devient dans le même temps l'Ingénieur Minard. Malgré le nom de leur nouvelle compagnie, ils continuent à se charger principalement de missions de transbordement. Cependant, il leur arrive à l'occasion d'être utilisés pour remorquer ou porter secours à un navire dans les environs.

### Seconde Guerre mondiale et naufrage
Durant la Seconde Guerre mondiale, en septembre 1939, l'Ingénieur Riebell est à nouveau réquisitionné par la Marine Nationale Française. Transformé en mouilleur de mines, il est rebaptisé X23.
Quelques mois plus tard, en juin 1940 alors que la France vient de capituler, les marins français décident de saborder le Traffic pour éviter qu'il ne tombe aux mains des Allemands. Ceci permet également de bloquer la rade de Cherbourg. Cependant, l'occupant renfloue le navire et le convertit en patrouilleur côtier.
Arborant le drapeau du Troisième Reich, il est finalement torpillé dans la Manche par un sous-marin de la Royal Navy le 17 janvier 1941. Le nom du Traffic ne figure sur aucune liste de la Marine Allemande, cependant il y a deux navires énumérés sous les noms FC19 et FC20. Les initiales FC signifient Frankreich Cherbourg, aussi les historiens pensent-ils que l'un des deux est le Traffic.